# Jégmadár
A jégmadár (Alcedo atthis) a madarak osztályának szalakótaalakúak (Coraciiformes) rendjébe és a jégmadárfélék (Alcedinidae) családjába tartozó faj.

## Előfordulása
Európa, Ázsia és Afrika lakója. Kisebb folyók és patakok partján halászik. Erdőszéleken is él.

## Alfajai
- Alcedo atthis atthis – Földközi-tenger vidéke, Szíria és az Arab-félsziget
- Alcedo atthis ispida – Európa, Közép-Ázsia, Kína
- Alcedo atthis japonica – Szahalin, Japán és Tajvan
- Alcedo atthis taprobana – Srí Lanka és Dél-India
- Alcedo atthis bengalensis – India északi része, Mianmar, Thaiföld, Kambodzsa, Laosz, Vietnám, Malajzia, Szumátra, Jáva, Borneó és a Fülöp-szigetek
- Alcedo atthis floresiana – Bali
- Alcedo atthis hispidoides – Celebesz és a Bismarck-szigetek közötti terület
- Alcedo atthis solomonensis – Salamon-szigetek

## Megjelenése
Testhossza 16-17 centiméter, szárnyfesztávolsága 24-26 centiméter, testtömege 34-46 gramm.
Zömök testalkatú madár, rövid farokkal és egyenes, hegyes csőrrel. Fejbúbja, tarkója, háta és farka csillogó kék. A szemétől a fülnyílásáig rozsdaszínű folt húzódik, ettől lefelé a nyakán egy kis fehér folt látható. A torkán ugyancsak fehér folt van. A hasa rozsdaszínű. Lába vörös, rövid, ujjai tövükön összenőve.

## Életmódja
Igazi halivadék-pusztító. A kis halakat leginkább az ágakról lesi. A vízparton, ahol a bokrok, fák a víz fölé hajlanak, egy-egy kiálló száraz ág legvégére telepedik, és türelmesen, mozdulatlanul lesi a vizet és a benne folyó életet. Amint a pisztráng vagy más hal ivadéka a víz felületét megközelíti, a jégmadár lecsap, csőrének késéles káváival megragadja a prédát, aztán lerázza a vizet, újból egy ágra ül és elfogyasztja zsákmányát. Rendkívül gyorsan emészt, a szálkát, pikkelyt, úszót pedig kiöklendezi. Tarka színe a védekezést és a megtévesztést egyaránt szolgálja. A hasa olyan színű, mint valami száraz levél, a hal tehát nem gyanakszik. A háta viszont olyan, mint a csillogó kék víztükör, ezért felülről nem veszi észre a ragadozó madár. Ahol a patak vagy a holtág mentén nincs a víz fölé hajló ág, ott egy-egy közeli fán vagy földbuckán telepszik meg és néha-néha a víz fölé szállva, a víztükör fölött lebeg.
Vándorló madár, nem feltétlenül ugyanott fészkel minden évben, de gyakran évek múlva ismét megjelenik korábbi költőhelyén.
|  |  |  |

## Szaporodása
Folyók és patakok mentén fészkel: a függőleges partszakaszba kb. méternyi hosszú, vízszintes csövet, ennek végén tágas katlant váj. Fészket nem épít, hanem a kiöklendezett halszálkákra rakja 6-7 gömbölyű fehér tojását, melyen 3-4 hétig kotlik.

## Képek

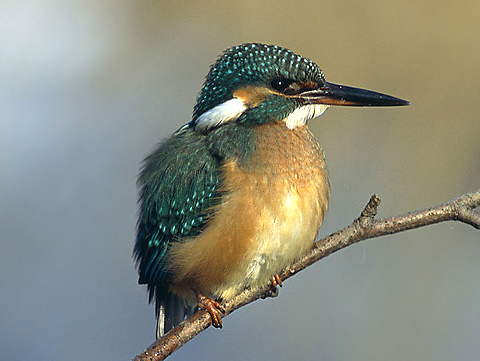
ágon ül
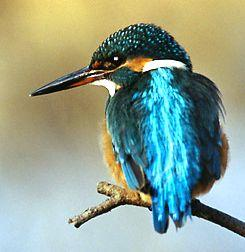
ágon ül
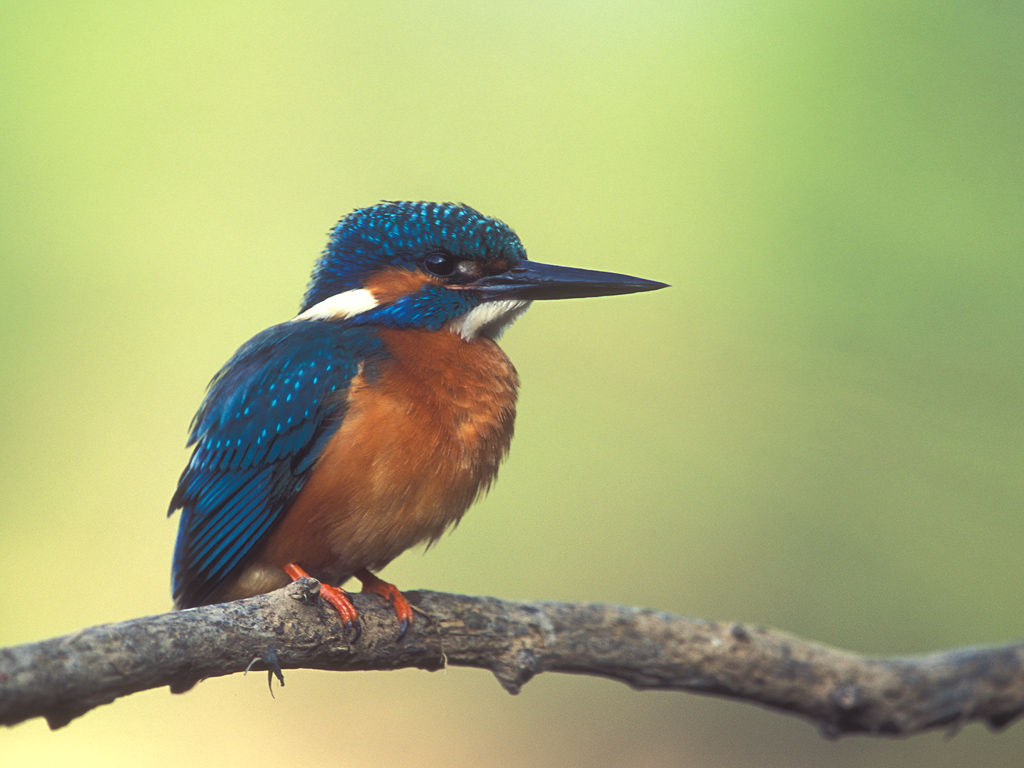
ágon ül
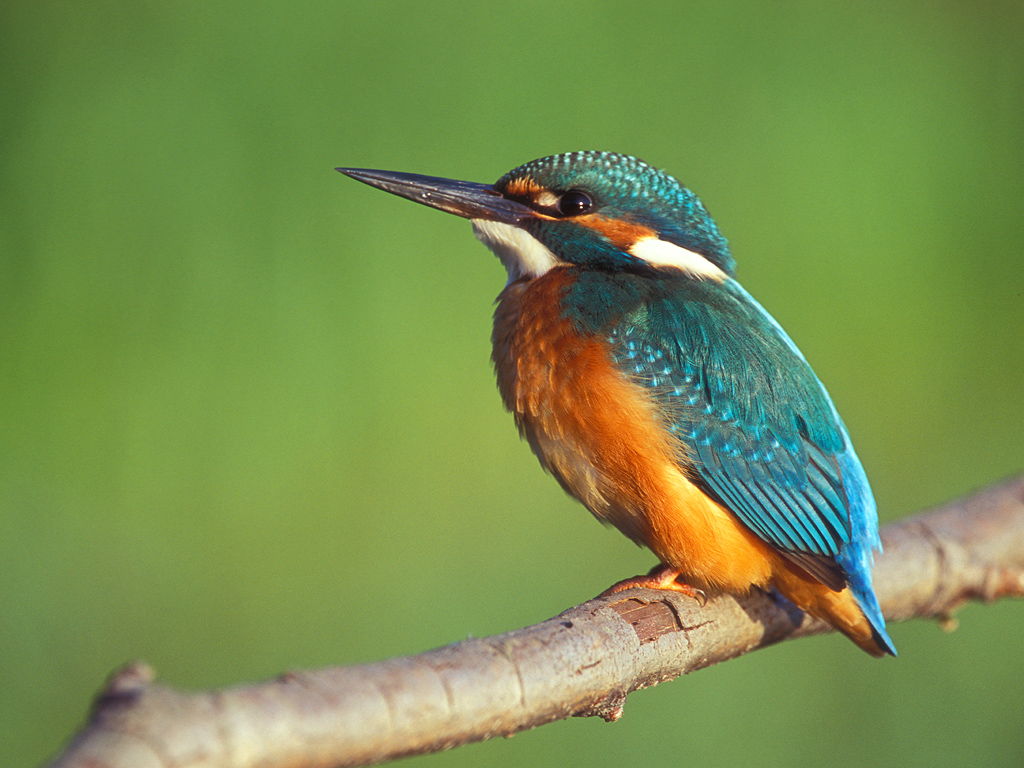
ágon ül
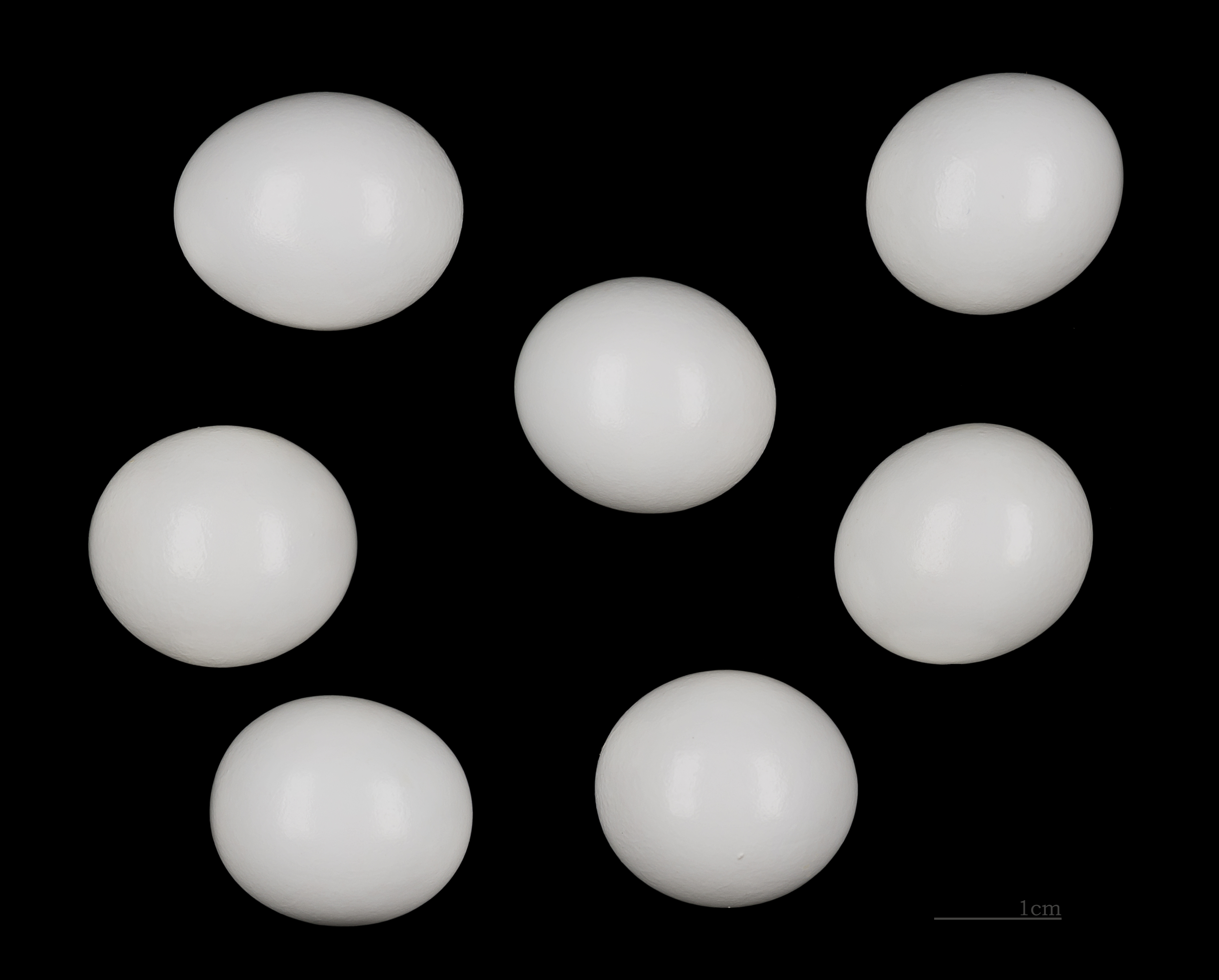
7 tojás